# Ясные Поляны
Я́сные Поля́ны — посёлок в Троицком районе Челябинской области. Административный центр Яснополянского сельского поселения.

## География
Расположен на трассе А310. Расстояние до районного центра, города Троицка, 14 км.
Рельеф — равнина (Западно-Сибирская равнина); ближайшие выс.— 217 и 229 м. Ландшафт — лесостепь. В окрестностях — многочисленные колки, несколько мелководных озёр, к югу протекает р. Увелька.

## История
Посёлок официально образован (и назван) в 1889 по решению сел. облисполкома. В состав вошли территории небольших населённых пунктов — Новостройка, Первомайка, Племчасть, а также центральной усадьбы совхоза «Новотроицкий», хут. Ляпин (осн. в черте дачи пос. Карсинского в кон. 19 в.) и Моховой (1901).
По данным статистики, в 1959 на центральной усадьбе совхоза насчитывалось 111 дворов (341 жит.), в Новостройке — 29 (128), в Племчасти — 27 (98), в Первомайке — 37 дворов (134 жит.).

## Население
| 2002 | 2010  |
| ---- | ----- |
| 1595 | ↘1566 |

По данным Всероссийской переписи, в 2010 году численность населения посёлка составляла 1566 человек (732 мужчины и 834 женщины).
(в 1970—1083, в 1983—1203, в 1995—1540)

## Улицы
Уличная сеть посёлка состоит из 11 улиц.
- Улица Ленина
- Лесная улица
- Новая улица
- Окружная улица
- Первомайская улица
- Улица Строителей
- Тихая улица
- Школьная улица
- Улица Энергетиков
- Солнечная улица
- Садовая улица
- Луговая улица